# Vladislav Babitchev
Pour les articles homonymes, voir Babitchev.
Vladislav Anatolïevitch Babitchev (en russe : Владислав Анатольевич Бабичев) est un joueur russe de volley-ball né le 18 février 1981 à Kazan (Tatarstan, alors en URSS). Il mesure 1,85 m et joue libero.

## Clubs
| Club        | De        | À         |
| ----------- | --------- | --------- |
| Oural Oufa  |           | 2000-2001 |
| Zenit Kazan | 2000-2001 | ...       |

## Palmarès
- Ligue des champions (2)
  - Vainqueur : 2008, 2012
  - Finaliste : 2011
- Championnat de Russie (5)
  - Vainqueur : 2007, 2009, 2010, 2011, 2012
- Coupe de Russie (3)
  - Vainqueur : 2004, 2007, 2009
- Supercoupe de Russie (3)
  - Vainqueur : 2010, 2011, 2012